# Запис Јовановића крушка (Бресје)
Запис Јовановића крушка (Бресје) се налази на парцели чији је власник Јовановић Милан.

## Локација
| Општина             | Јагодина                                                                    |
| Катастарска општина | Бресје                                                                      |
| Потес               | Село                                                                        |
| Координате          | 43° 55′ 50″ С; 21° 15′ 30″ И / 43.930599999999998° С; 21.258199999999999° И |
| Надморска висина    | 150m                                                                        |

## Карактеристике
Дендрометријске вредности утврђене на терену и сателитским снимцима:
| Стабло                     | Крушка |
| Висина стабла              | m      |
| Обим дебла                 | m      |
| Пречник крошње             | 6m     |
| Пречник дебла              | m      |
| Висина дебла до прве гране | m      |

## База записа
Запис је у оквиру Викимедија пројекта "Запис - Свето дрво" заведен под редним бројем 0451.